# Crosslauf-Weltmeisterschaften 1998
Die 26. Crosslauf-Weltmeisterschaften der IAAF fanden am 21. und 22. März 1998 in Marrakesch (Marokko) statt. Austragungsort war der Olivenhain Ghabat Chabab in der Nähe des Menara-Gartens. Erstmals gehörten Kurzstreckenwettbewerbe für die Erwachsenen zum Programm. Für die Sieger der Erwachsenenrennen waren jeweils 40.000 Dollar Preisgeld ausgesetzt.
Beeinträchtigt wurde die Veranstaltung durch das Einreiseverbot für die israelische Mannschaft, das trotz der schriftlichen Garantien, die die marokkanische Regierung zum Zeitpunkt der Bewerbung abgegeben hatte, verhängt wurde.

## Kurs
Der Kurs bestand aus einer kleinen Schleife von 1415 m und einer großen von 2000 m. In allen Wettkämpfen wurde zuerst eine Startgerade und eine kleine Schleife absolviert. Danach waren bei den Männern fünf große, bei den Frauen und Junioren drei große und bei den Juniorinnen sowie bei den Kurzstreckenbewerben der Männer und Frauen eine große Schleife zu bewältigen. Insgesamt legten die Männer 12 km, die Frauen und Junioren 8 km, die Juniorinnen und die Kurzstreckler 4 km zurück. Der Untergrund bestand aus natürlich gewachsenem Gras und war, von vier Rampen abgesehen, flach und ohne Hindernisse. 

## Wettkämpfe
Das Rennen der Juniorinnen, das Kurzstreckenrennen der Männer und das Langstreckenrennen der Frauen fanden am 21. März statt, die anderen drei Rennen am darauffolgenden Tag. 
Im Kurzstreckenwettkampf der Männer war der hohe Favorit der 3000-m-Weltrekordhalter und 5000-m-Weltmeister Daniel Komen. Das Rennen wurde jedoch vom bis dahin ausschließlich als Mittelstreckenläufer hervorgetretenen John Kemboi Kibowen bestimmt, der die Angriffe von Komen abwehren konnte und mit drei Sekunden Vorsprung vor diesem siegte. Auch die nächsten drei Plätze wurden von Kenianern belegt.
Für das Langstrecke musste der Lokalmatador und Silbermedaillengewinner der beiden Vorjahre Salah Hissou kurzfristig wegen einer Verletzung absagen. Paul Tergat setzte sich zu Beginn der letzten Runde mit dem kenianischen Crosslauf-Meister Paul Koech an die Spitze und errang durch einen furiosen Schlussantritt seinen vierten Titel in Folge.
Beim Langstreckenrennen der Frauen fehlte die Titelverteidigerin Derartu Tulu. Die Vorjahreszweite Paula Radcliffe setzte sich auf dem vierten Kilometer an die Spitze und sorgte für ein hohes Tempo, dem in der letzten Runde nur noch Sonia O’Sullivan standhalten konnte. 500 m vor dem Ziel ging O’Sullivan in Führung und wurde erste irische Crosslauf-Weltmeisterin.
Am darauffolgenden Tag komplettierte Sonia O’Sullivan ihren Triumph mit einem ungefährdeten Sieg über die Kurzstrecke. Mit einem vierten Rang erzielte Anita Weyermann die beste Platzierung einer Schweizerin bei Crosslauf-Weltmeisterschaften überhaupt.
Bei den Junioren siegte der Vorjahreszweite Million Wolde, der zwei Jahre später über 5000 m Olympiasieger werden sollte.

## Ergebnisse

### Männer

#### Langstrecke

##### Einzelwertung
| Platz | Athlet               | Land | Zeit (min) |
| ----- | -------------------- | ---- | ---------- |
| 1     | Paul Tergat          | KEN  | 34:01      |
| 2     | Paul Koech           | KEN  | 34:06      |
| 3     | Assefa Mezgebu       | ETH  | 34:28      |
| 4     | Tom Nyariki          | KEN  | 34:37      |
| 5     | Wilson Boit Kipketer | KEN  | 34:38      |
| 6     | Christopher Kelong   | KEN  | 34:41      |
| 7     | Ismael Kirui         | KEN  | 34:41      |
| 8     | Mohammed Mourhit     | BEL  | 34:44      |

Von 181 gestarteten Athleten erreichten 163 das Ziel.
Teilnehmer aus deutschsprachigen Ländern:
- 77: Viktor Röthlin (SUI), 37:09
- 117: Yan Orlandi (SUI), 38:39

##### Teamwertung
| Platz | Land und Athleten                                                       | Gesamtpunktzahl und Einzelplatzierung |
| ----- | ----------------------------------------------------------------------- | ------------------------------------- |
| 1     | Kenia Paul Tergat Paul Koech Tom Nyariki Wilson Boit Kipketer           | 12 01 02 04 05                        |
| 2     | Äthiopien Assefa Mezgebu Habte Jifar Tesfaye Tola Ayele Mezgebu         | 57 03 13 20 21                        |
| 3     | Marokko Elarbi Khattabi Lahcen Benyoussef Brahim Lahlafi Khalid Boulami | 60 11 14 17 18                        |

Insgesamt wurden 27 Teams gewertet.

#### Kurzstrecke

##### Einzelwertung
| Platz | Athlet               | Land | Zeit (min) |
| ----- | -------------------- | ---- | ---------- |
| 1     | John Kemboi Kibowen  | KEN  | 10:43      |
| 2     | Daniel Komen         | KEN  | 10:46      |
| 3     | Paul Malakwen Kosgei | KEN  | 10:50      |
| 4     | Benjamin Limo        | KEN  | 10:59      |
| 5     | John Kosgei          | KEN  | 11:04      |
| 6     | Brahim Boulami       | MAR  | 11:06      |
| 7     | Marc Davis           | USA  | 11:08      |
| 8     | Kipkirui Misoi       | KEN  | 11:10      |

Von 103 gestarteten Athleten erreichten 102 das Ziel.

##### Teamwertung
| Platz | Land und Athleten                                                         | Gesamtpunktzahl und Einzelplatzierung |
| ----- | ------------------------------------------------------------------------- | ------------------------------------- |
| 1     | Kenia John Kemboi Kibowen Daniel Komen Paul Malakwen Kosgei Benjamin Limo | 10 01 02 03 04                        |
| 2     | Marokko Brahim Boulami Hicham Bouaouiche Ali Ezzine Brahim Jabbour        | 42 06 09 12 15                        |
| 3     | Äthiopien Maru Daba Mohammed Awol Tewodros Shifer Semretu Alemayehu       | 60 10 13 17 20                        |

Insgesamt wurden 16 Teams gewertet.

### Frauen

#### Langstrecke

##### Einzelwertung
| Platz | Athletin         | Land | Zeit (min) |
| ----- | ---------------- | ---- | ---------- |
| 1     | Sonia O’Sullivan | IRL  | 25:39      |
| 2     | Paula Radcliffe  | GBR  | 25:42      |
| 3     | Gete Wami        | ETH  | 25:49      |
| 4     | Merima Denboba   | ETH  | 25:56      |
| 5     | Jackline Maranga | KEN  | 25:56      |
| 6     | Julia Vaquero    | ESP  | 26:06      |
| 7     | Jane Omoro       | KEN  | 26:07      |
| 8     | Leah Malot       | KEN  | 26:16      |

Von 97 gestarteten Athletinnen erreichten 90 das Ziel.

##### Teamwertung
| Platz | Land und Athletinnen                                                             | Gesamtpunktzahl und Einzelplatzierung |
| ----- | -------------------------------------------------------------------------------- | ------------------------------------- |
| 1     | Kenia Jackline Maranga Jane Omoro Leah Malot Sally Barsosio                      | 30 05 07 08 10                        |
| 2     | Äthiopien Gete Wami Merima Denboba Ayelech Worku Getenesh Urge                   | 37 03 04 09 21                        |
| 3     | Vereinigtes Königreich Paula Radcliffe Hayley Haining Vikki McPherson Liz Talbot | 42 02 13 25 34                        |

Insgesamt wurden 13 Teams gewertet.

#### Kurzstrecke

##### Einzelwertung
| Platz | Athletin         | Land | Zeit (min) |
| ----- | ---------------- | ---- | ---------- |
| 1     | Sonia O’Sullivan | IRL  | 12:20      |
| 2     | Zahra Ouaziz     | MAR  | 12:34      |
| 3     | Kutre Dulecha    | ETH  | 12:37      |
| 4     | Anita Weyermann  | SUI  | 12:45      |
| 5     | Restituta Joseph | TAN  | 12:46      |
| 6     | Beatrice Omwanza | KEN  | 12:47      |
| 7     | Rodica Nagel     | FRA  | 12:48      |
| 8     | Elva Dryer       | USA  | 12:51      |

Alle 86 gestarteten Athletinnen erreichten das Ziel.

##### Teamwertung
| Platz | Land und Athletinnen                                                        | Gesamtpunktzahl und Einzelplatzierung |
| ----- | --------------------------------------------------------------------------- | ------------------------------------- |
| 1     | Marokko Zahra Ouaziz Zhor El Kamch Saliha Khaldoun Seloua Ouaziz            | 57 02 13 18 24                        |
| 2     | Äthiopien Kutre Dulecha Genet Gebregiorgis Alemitu Bekele Yihunelesh Bekele | 58 03 11 17 27                        |
| 3     | Vereinigte Staaten Elva Dryer Amy Rudolph Molly Watcke Kathy Franey         | 68 08 09 25 26                        |

Insgesamt wurden 14 Teams gewertet.

### Junioren

#### Einzelwertung
| Platz | Athlet         | Land | Zeit (min) |
| ----- | -------------- | ---- | ---------- |
| 1     | Million Wolde  | ETH  | 22:47      |
| 2     | Richard Limo   | KEN  | 22:50      |
| 3     | Hailu Mekonnen | ETH  | 22:51      |

Von 133 gestarteten Athleten erreichten 128 das Ziel. Als einziger Teilnehmer aus einem deutschsprachigen Land kam Carlo Schuff aus Deutschland auf den 65. Platz (25:32).

#### Teamwertung
| Platz | Land und Athleten                                                   | Gesamtpunktzahl und Einzelplatzierung |
| ----- | ------------------------------------------------------------------- | ------------------------------------- |
| 1     | Äthiopien Million Wolde Hailu Mekonnen Yibeltal Admassu Alene Emere | 16 01 03 04 08                        |
| 2     | Kenia Richard Limo Douglas Mumanyi Reuben Kamzee Titus Kipkemboi    | 20 02 05 06 07                        |
| 3     | Marokko Adil Kaouch Mustapha Mellouk Ahmed Baday Driss Benismail    | 62 10 13 18 21                        |

Insgesamt wurden 20 Teams gewertet.

### Juniorinnen

#### Einzelwertung
| Platz | Athlet          | Land | Zeit (min) |
| ----- | --------------- | ---- | ---------- |
| 1     | Yemenashu Taye  | ETH  | 19:32      |
| 2     | Jeruto Kiptum   | KEN  | 19:34      |
| 3     | Werknesh Kidane | ETH  | 19:34      |

Von 122 gestarteten Athletinnen erreichten 113 das Ziel.
Teilnehmerinnen aus deutschsprachigen Ländern:
- 39: Sabrina Mockenhaupt (GER), 21:29
- 60: Melanie Schulz (GER), 22:02
- 61: Judith Heinze (GER), 22:03
- 84: Gabi Kästner (GER), 22:41
- 88: Ulrike Leitheim (GER), 22:47
- 96: Katharina Schley (GER), 23:19

#### Teamwertung
| Platz | Land und Athleten                                                                        | Gesamtpunktzahl und Einzelplatzierung |
| ----- | ---------------------------------------------------------------------------------------- | ------------------------------------- |
| 1     | Äthiopien Yemenashu Taye Werknesh Kidane Alemgena Bezabeh Merima Hashim                  | 16 01 03 04 08                        |
| 2     | Kenia Jeruto Kiptum Vivian Jepkemoi Cheruiyot Margaret Chepkemboi Agnes Jepkemboi Kiprop | 20 02 05 06 07                        |
| 3     | Japan Emiko Kojima Yoshiko Fujinaga Risa Tanaka Miho Nakashima                           | 68 09 14 20 25                        |

Insgesamt wurden 16 Teams gewertet. Die deutsche Mannschaft belegte mit 244 Punkten den elften Platz.